# ESR1-Mutation
| Qualitätssicherung | Dieser Artikel wurde aufgrund von formalen und/oder inhaltlichen Mängeln auf der Qualitätssicherungsseite der Redaktion Medizin eingetragen. Bitte hilf mit, die Mängel dieses Artikels zu beseitigen, und beteilige dich dort an der Diskussion. Die Mindestanforderungen für medizinische Artikel sollen dadurch erfüllt werden, wodurch eine eventuelle Löschung des Artikels oder von Artikelpassagen innerhalb von vier Wochen vermieden wird. | Redaktion Medizin |

Das ESR1-Gen ist auf dem Chromosom 6p25.1 lokalisiert und codiert für den Östrogenrezeptor 1 (ERα), der Östrogen bindet und so die Genexpression reguliert. Etwa 70 % aller Brustkrebserkrankungen sind östrogenrezeptor-positiv (ER-positiv). Die Standardtherapie besteht aus endokrinen Therapien (ET), die das Wachstum dieser Tumore durch Hemmung des Östrogensignals verhindern. Ein Problem stellt jedoch die Therapieresistenz dar, die oft durch Mutationen im ESR1-Gen entsteht. Das ESR1-Gen (Estrogen-Rezeptor-1) kodiert für den Östrogenrezeptor (ER-α), der das Tumorwachstum durch Bindung an Östrogen fördert. Mutationen im Ligandenbindungsdomäne (LBD) des ESR1-Gens führen dazu, dass der Rezeptor ständig aktiv bleibt, selbst wenn kein Östrogen vorhanden ist. Dies macht die Tumorzellen resistent gegen Aromatasehemmer (AIs), eine häufige Therapieoption. Die häufigsten und am besten erforschten Mutationen sind Y537S und D538G, die eine permanente Aktivierung des ER-α zur Folge haben. L536Q, Y537C und Y537N sind ebenfalls aktivierende Mutationen, die mit einer erhöhten Metastasierungsrate assoziiert sind. Diese Mutationen verstärken die Tumorprogression und sind ein häufiger Mechanismus für endokrine Resistenz.
Eine Testung auf ESR1 kann mittels Flüssigbiopsien (liquid biopsy; ctDNA-Analyse), Droplet Digital PCR (ddPCR) oder Next-Generation Sequencing (NGS) erfolgen.
Studien zeigen, dass ESR1-Mutationen oft erst bei metastasiertem Brustkrebs auftreten, insbesondere nach Aromatasehemmer-Therapie. Patientinnen mit ESR1-Mutationen sprechen schlechter auf Aromatasehemmer an, jedoch besser auf Fulvestrant (selektiver Östrogenrezeptor-Downregulator, SERD). Elacestrant ist als SERD in der EU seit 2023 zugelassen für postmenopausale Patientinnen und erwachsene Männer mit fortgeschrittenem/metastasiertem Brustkrebs, der Estrogenrezeptor-positiv und ESR1-mutiert ist. Das ESR1-Gen spielt vermutlich bei weiteren Tumorerkrankungen wie Lungenkrebs (NSCLC, nichtkleinzelliges Lungenkarzinom) eine Rolle.